# Potenza (tỉnh)
Tỉnh Potenza (Tiếng Ý: Provincia di Potenza) là một tỉnh ở vùng Basilicata củaÝ. Tỉnh lỵ là thành phố Potenza.
Tỉnh này có diện tích 10.698 km², tổng dân số là 392.218 (2005). Có 100 đô thị (danh từ số ít tiếng Ý:comune) ở trong tỉnh này  Lưu trữ ngày 7 tháng 8 năm 2007 tại Wayback Machine, xem Các đô thị tỉnh Potenza.
Năm 272 trước Công nguyên, tỉnh này bị quân Hy Lạp chiếm. Lãnh đạo mới đã đổi tên Basilicata là Lucania. Sa này vào thế kỷ 11, khu vực này trở thành một phần của Apulia khi người Pháp Normans cai trị, vào thế kỷ 13 vùng này thuộc vương quốc Napoli. Tuy nhiên, trên thực tế Potenza do các chúa đất địa phương cai trị. Năm 1861, tỉnh này hợp nhất với phần còn lại của Ý để lập nên vương quốc Ý.
Vùng này chịu nhiều động đất và hiện vẫn có địa chất đang hoạt động ở khu vực này. Tỉnh lỵ Potenza nằm ở khu vực cao nhất trong các tỉnh lỵ Ý, được xây giữa hai thung lũng. Thị xã này đã được xây lại hầu như toàn bộ sau trận động đất năm 1857. Cùng với động đất, chiến tranh thế giới thứ 2 cũng tàn phá nhiều ngôi nhà ở thị xã này.